# Kancellár (tisztség)
A kancellár (latinul cancellarius) országonként és koronként eltérő tartalmú elnevezése bizonyos fontos állami illetve egyházi  tisztségeknek. A mai egyetemi kancellári tisztség eredete is a középkorig nyúlik vissza.
A kancellár eredetileg az uralkodó mellett működő főtisztviselő volt, aki a fejedelmi rendeletek, kiváltságlevelek, egyéb közokiratok szerkesztését és kiadását végezte. A kancellárok rendszerint a jogi irásbeliség tudományában és az idegen nyelvekben, legfőképp a latin nyelvben jártas személyek közül kerültek ki. A tisztséget eredetileg az egyházi rend tagjai töltötték be, később azonban elkülönültek egymástól a kizárólag állami tisztségek az egyháziaktól.
Egyes államokban a kancellárok hatásköre idővel igazságszolgáltatásra, valamint a külügyekre is kiterjedt. Emellett azonban egyetemek, lovagrendek és más testületek is bírtak kancellárral.
A 19-20. századi Német Császárságban és Német Birodalomban a kormányfő hivatalos címe a birodalmi kancellár (Reichskanzler) volt, amely az 1949 utáni Nyugat-Németországban és az 1990 utáni újraegyesített Német Szövetségi Köztársaságban szövetségi kancelllári (Bundeskanzler) címmé alakult. Az Osztrák Köztársaság államfőjét az állam megalakulásától napjainkig szintén a szövetségi kancellári (Bundeskanzler) cím illeti meg.

## A szó eredete
A kancellár a királyi kancellária vezetője volt. A kancellár elnevezés onnan származik, hogy a kancellár az ú.n. cancellussal elzárt értékek felelős őrzője volt. Az ő jelenlétében látták el az ő őrizetében lévő királyi pecséttel az okleveleket - ezáltal a kancellár felelősséget vállalt az oklevelek valódiságáért. A királyi oklevelek záradéka azt fejezte ki, hogy ezek "a kancellár kezétől erednek"  A kancellár, mint a király bizalmi embere, magasabb egyházi állást töltött be, és a legtöbbször mint püspök vált meg a királyi udvartól.

## A tisztség története
A kancellár (latinul cancellarius) eredetileg az uralkodó mellett működő főtisztviselő volt, aki a fejedelmi rendeletek, kiváltságlevelek, egyéb közokiratok szerkesztését és kiadását végezte. A kancellárok rendszerint az irás tudományában jártas egyházi rendnek tagjai voltak. Hatásköre sok államban az igazságszolgáltatásra és a kormányzatra, főleg a külügyekre is kiterjedt. Az egyetemeknek és a lovagrendeknek szintén voltak kancellárjaik. A fejedelmi udvarokban működő kancellária élén a főkacellár állt, aki rendszerint papi egyén volt. így a római-német császárságban Németországot illetően a mainzi, Olaszország részére a kölni és Gallia részére a trieri érsek volt a főkancellár. 
Egyes államokban hatásköre idővel az igazságszolgáltatásra, valamint a külügyekre is kiterjedt. Emellett azonban egyetemek, lovagrendek és más testületek is bírtak kancellárral. A régi német-római császárságban Németországot illetően a mainzi érsek, Itália részére a kölni érsek, Gallia részére (per Galliam et regnum Arelatense) a trieri érsek volt a főkancellár. De később jelentőséggel csak a mainzi érsek tisztsége bírt, amennyiben a választásoknál a birodalmi gyűléseken stb. egészen a birodalom megdőltéig, mint kancellár szerepelt.
Németországban az 1867-es Északnémet Szövetségnek első tisztviselője a szövetségi kancellár volt, akinek helyébe a Német Birodalom visszaállításakor a birodalmi kancellár lépett.   Adolf Hitler 1933. január 30-án kapott birodalmi kancellári (Reichskanzler) kinevezést.
Franciaországban a Chancelier de France volt az első állami tisztviselő, akit azért, mert a hatásköre később az igazságügyekre is kiterjedt, XI. Lajos király óta rendszerint a jogtudósok közül neveztek ki, mégpedig élethossziglan.
Angliában a lordkancellár, Lord High Chancellor, az igazságügyminiszter, a Lordok Házának és a legfőbb bíróságnak elnöke; a lancasteri hercegségi kancellár tárca nélküli miniszter, a Chancellor of the Exchequer, pénzügyminiszter.
A Habsburg Birodalom, majd az Osztrák Császárság örökös tartományainak ügyeit az osztrák udvari kancellária intézte, melyet koronként egybevontak a cseh udvari kancelláriával, neve ekkor udvari egyesített kancellária (vereinigte Hofkanzlei) volt. Ennek elnöke viselte e címet. (1740-ig ehhez a hivatalhoz tartozott a külügyek irányítása is).

### A 21. században is fennálló állami kancellári tisztségek
- Szövetségi kancellár (Ausztria)
- Németország kancellárja

## A tisztség története Magyarországon

### A történelmi udvari kancellári tisztség
Magyarországon a kancellár tisztét egykor szintén egyháziak látták el.
Magyarországon legrégebben a királyi udvarban a jegyzői teendőket papi egyének végezték; az irodai személyzet élén a királyi kápolna grófja (comes capellae regiae) állt. Címük néha a notarius magister capellanus, comes capellae volt. Később, valószínűleg a 15. századtól, megkülönböztették a főkancellárt aki a kettős-pecsét őre volt, a király személye mellett tényleg működő udvari kancellártól (cancellarius aulicus), aki a titkos pecsétet őrzizte.
III. Béla király idejében (1181) a kancellária elvált a királyi kápolnától és önálló hivatallá lett, élén az udvari vagy főkancellárral (summus cancellarius).  E tisztséget hol az egyik, hol egy másik főpap, végül pedig állandóan az esztergomi érsek viselte, akit főpapi méltóságánál fogva megilletett ez a cím.(1741:X. és 1751:III. t.-c.).
A Habsburgok alatt az udvari kancellária Bécsbe költözött és az osztrák kancelláriától több tekintetben függő helyzetbe jutott, amíg II. Mátyás alatt a Magyar Udvari Kancellária visszanyerte önállóságát.  I. Lipót, III. Károly, Mária Terézia, I. Ferenc idejében nyert szervezettel, mint magyar királyi udvari kancellária, az ország főkormányszéke lett. Élén a főkancellár állott, mellette két alkancellár, tizenkét tanácsos a főpapi, főúri és nemesi rendből kinevezve működtek. A király e hivatal segélyével gyakorolta felségjogait úgy a törvényhozás, mint a pénz- és hadi ügyek kivételével, a kormányzás és bíráskodás körében; sőt, a kancelláriának a magyar államot érdeklő ügyekre is volt befolyása. Az Erdélyi Fejedelemség közigazgatási ügyeit a fejedelemnek alárendelt Erdélyi Udvari Kancellária vitte.
A Habsburg-házbeli királyok alatt a magyar királyi udvari kancellária legfőbb központi kormányzati hatósággá (dicasterium) lett. I. Ferdinand Bécsbe helyezte át, ahol a német udvari kancelláriával került függő viszonyba; ez ellen a magyar törvények szakadatlanul tiltakoztak. A király kormányzati és bírói hatalmát,  valamint a törvényhozás körüli jogait az udvari kancellária közvetítésével gyakorolta.
A magyar udvari kancellári hivatal az 1848. III. törvénycikkel megszűnt, de az októberi diploma alapján 1861-ben visszaállították és egész 1867-ig működött. Az Erdélyi Udvari Kancellária ugyancsak 1848-ban, illetve 1867-ben oszlott fel. Horvátország és Szlavónia egykor a királyi udvari kancellária alatt álltak. 1860-ban külön kancelláriát szerveztek részükre, amely az 1868. XXX. törvénycikkel szűnt meg.

### Az egyetemi kancellárok
Egykor  az uralkodói alapítású egyetemek (pl. óbudai, pécsi, pozsonyi) vezetőjét is kancellárnak nevezték.  Rendszerint érsek vagy püspök volt, aki néha helyetteseket alkalmazott. A kancellár a király illetve az egyház  képviselőjeként ellenőrizte az autonóm tanári testület tevékenységét és a vizsgákon megfelelt hallgatóknak - külön szertartás keretében - átadta a megfelelő fokozatú jogosítványt az egyetemi előadásokra.  A kancellár volt az egyetem fő fegyelmi hatósága, valamint az önálló bíráskodás ellenőrzője.
Az egyetemi  kancellár Magyarországon a 21. században felsőoktatási intézményekben vezetői megbízással rendelkező a kormány által kinevezett közalkalmazott elnevezése.